# Oxalis beneprotecta
Oxalis beneprotecta là một loài thực vật có hoa trong họ Chua me đất. Loài này được Dinter ex R. Knuth mô tả khoa học đầu tiên.